# Jelena Sergejewna Jefajewa

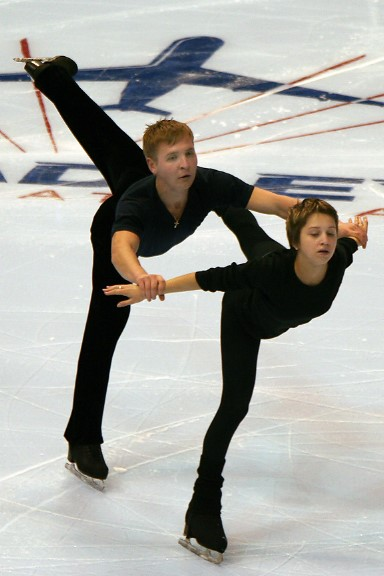
Jelena Jefajewa und Alexei Menschikow (2006)

Jelena Sergejewna Jefajewa (russisch Елена Сергеевна Ефаева; * 11. März 1989 in Glasow (Udmurtien)) ist eine russische Eiskunstläuferin, die im Paarlauf startet.
Mit sieben Jahren begann sie mit dem Eiskunstlauf. Im Alter von 14 Jahren zog Jefajewa von Glasow nach Perm, um dort mit Alexei Menschikow zu trainieren. Das Paar wurde von Ludmilla Kalinina trainiert und startete für Orlenok, Perm. Nach der Saison 2006/07 trennte sich Jejajewa von ihrem Partner und startete mit Sergei Roslyakow. Nach einer weiteren Saison begann sie mit Artem Patlasov zu laufen.

## Erfolge
(wenn nicht anders erwähnt mit Patlasov)

### Europameisterschaften
- 2007 – 6. Rang (mit Menschikow)

### Russische Meisterschaften
- 2004 – 6. Rang (mit Menschikow)
- 2005 – 6. Rang (mit Menschikow)
- 2007 – 3. Rang (mit Menschikow)
- 2008 – 10. Rang (mit Roslyakow)
- 2009 – 8. Rang